# Route départementale 837 (Essonne)
Pour les articles homonymes, voir Route départementale 837.
La route départementale 837 est une route départementale située au sud du département français de l'Essonne et dont l'importance est restreinte à la circulation routière locale. Son tracé correspond pour partie au parcours de l'ancienne route nationale 837.

## Itinéraire
La route départementale est intégrée à la rocade sud de la région Île-de-France, prolongée à l'ouest par la RD 191 vers Rambouillet ; elle se poursuit à l'est vers Fontainebleau.
- Morigny-Champigny : le tracé démarre à l'intersection avec la route départementale 191 ; elle traverse le hameau de Bonvilliers.
- Bouville : au hameau de Bouville-le-Grand, elle rencontre la route départementale 545 et prend l'appellation Route d'Étampes puis la route départementale 145.
- Valpuiseaux : elle traverse le nord du département.
- Maisse : elle reprend l'appellation Route d'Étampes, rencontre la route départementale 12, devient Rue d'Étampes puis croise la route départementale 449 en centre-ville où elle prend l'appellation Grand'Rue. Deux ponts permettent de franchir l'Essonne puis un passage à niveau permet la traversée de la ligne D du RER d'Île-de-France ; elle prend alors l'appellation Rue de Milly.
- Milly-la-Forêt : elle prend l'appellation Voie de la Liberté ; un carrefour giratoire matérialise l'intersection avec la route départementale 1. Elle bifurque pour éviter le centre-ville et prend l'appellation Rocade Nord ; elle rencontre la route départementale 205 puis la route départementale 948. La route départementale 16 la rejoint ; elle prend alors le nom Route de Fontainebleau jusqu'à la sortie du département où elle se poursuit avec la route départementale 409.

## Pour approfondir